# Tîmofiivka, Iakîmivka
Tîmofiivka (în ucraineană Тимофіївка) este un sat în comuna Radîvonivka din raionul Iakîmivka, regiunea Zaporijjea, Ucraina.

## Demografie
Componența lingvistică a localității Tîmofiivka
     Rusă (83,02%)
     Ucraineană (16,98%)
Conform recensământului din 2001, majoritatea populației localității Tîmofiivka era vorbitoare de rusă (83,02%), existând în minoritate și vorbitori de ucraineană (16,98%).